# ハーマン・リベラ
ハーマン・リベラ・ディアス（German Rivera Diaz , 1960年7月6日 - ）は、プエルトリコ出身の元プロ野球選手（内野手）。1989年に近鉄バファローズに所属した。

## 来歴・人物
ホセ・ラザロ高から1977年にロサンゼルス・ドジャースに入団。1983年、メジャーデビュー。1985年、ヒューストン・アストロズに移籍。

### 来日後
1989年シーズン開幕直後の4月12日に近鉄バファローズに入団。4番を期待された新外国人のパット・ドッドソンが、大砲を欲しがっていた球団の思惑とは違いアベレージヒッタータイプだったことに加え、レギュラーの三塁手を務めていた金村義明が前年に負った骨折からの回復が予想よりも長引いたため、三塁を守れる外国人として白羽の矢が立ったのがリベラであった。
4月16日にドッドソンと入れ替わりで出場選手登録され、4番・サードでスタメンデビュー。シーズン中盤に金村が復帰してからは一塁手として起用され、6月には11本塁打を放つなど、4番として機能した。
10月5日、当時の近鉄球団のオーナーであった佐伯勇が逝去、また同日の対オリックス・ブレーブス戦に敗れた近鉄は自力優勝が消滅し、チームの空気が沈んでいた。しかし翌10月6日の対オリックス戦で、延長10回にリベラはその重苦しい空気を振り払うサヨナラ3ラン本塁打を放ち、チームは快勝した。試合後に「このホームランを、妻とおなかの中の子と、きのう亡くなった佐伯オーナーにささげる」とコメントした。
10月10日、西武ライオンズとの直接対決3連戦の第1戦。西武・渡辺久信と近鉄・山崎慎太郎の息詰まる投手戦は、8回表のリベラのソロ本塁打が決勝点となり、大事な初戦に勝利した（この試合、リベラだけが先発野手でただ一人、渡辺から三振を奪われていなかった）。
10月12日の対西武ライオンズ戦（ダブルヘッダー）。優勝争いを左右する重要な大一番で、第2試合の1打席目に先制のタイムリーヒットを放ち、2打席目には4打数連続本塁打を放っていたラルフ・ブライアントに続く2者連続となる本塁打をレフトスタンドに叩き込み、西武の先発だった高山郁夫の降板、近鉄の勝利へと繋がった。
10月14日の対福岡ダイエーホークス戦。この日勝利すれば近鉄の優勝が決定する試合となったが、5回裏にダメ押しとなるソロ本塁打を打ち、優勝を決定付けた。その時リベラは手を叩きつつスタンドのファンに対して満面の笑みを浮かべながら、いつも以上に大きなガッツポーズをして見せた。藤井寺球場の近鉄ファンはこれでいよいよ優勝を確信し、球場全体がお祭り騒ぎとなった。
こうしたシーズン終盤の活躍もあり、近鉄はリーグ優勝。4番打者として勝負強さを発揮したリベラは、その原動力の一人となった。
読売ジャイアンツとの対戦となった日本シリーズでは、10月28日の第6戦で4回裏に桑田真澄からソロ本塁打を放った。
シーズン終了後、球団は新外国人との契約が決まり次第解雇する方針を明かし、同年12月1日、ジム・トレーバーの獲得が決まった同時にリベラとの契約を更新しなかったことが明らかにされた。

## 詳細情報

### 年度別打撃成績
| 年 度    | 球 団    | 試 合 | 打 席 | 打 数 | 得 点 | 安 打 | 二 塁 打 | 三 塁 打 | 本 塁 打 | 塁 打 | 打 点 | 盗 塁 | 盗 塁 死 | 犠 打 | 犠 飛 | 四 球 | 敬 遠 | 死 球 | 三 振 | 併 殺 打 | 打 率 | 出 塁 率 | 長 打 率 | O P S |
| -------- | -------- | ----- | ----- | ----- | ----- | ----- | -------- | -------- | -------- | ----- | ----- | ----- | -------- | ----- | ----- | ----- | ----- | ----- | ----- | -------- | ----- | -------- | -------- | ----- |
| 1983     | LAD      | 13    | 19    | 17    | 1     | 6     | 1        | 0        | 0        | 7     | 0     | 0     | 1        | 0     | 0     | 2     | 0     | 0     | 2     | 0        | .353  | .421     | .412     | .833  |
| 1984     | LAD      | 94    | 254   | 227   | 20    | 59    | 12       | 2        | 2        | 15    | 17    | 1     | 0        | 2     | 3     | 21    | 5     | 1     | 30    | 15       | .260  | .321     | .357     | .678  |
| 1985     | HOU      | 13    | 41    | 36    | 3     | 7     | 2        | 1        | 0        | 11    | 2     | 0     | 0        | 1     | 0     | 4     | 0     | 0     | 8     | 2        | .194  | .275     | .306     | .581  |
| 1989     | 近鉄     | 123   | 523   | 473   | 70    | 123   | 18       | 0        | 25       | 216   | 79    | 4     | 1        | 0     | 4     | 41    | 1     | 5     | 69    | 11       | .260  | .323     | .457     | .780  |
| MLB：3年 | MLB：3年 | 120   | 314   | 280   | 24    | 72    | 15       | 3        | 2        | 99    | 19    | 1     | 1        | 3     | 3     | 27    | 6     | 1     | 40    | 17       | .257  | .322     | .354     | .675  |
| NPB：1年 | NPB：1年 | 123   | 523   | 473   | 70    | 123   | 18       | 0        | 25       | 216   | 79    | 4     | 1        | 0     | 4     | 41    | 1     | 5     | 69    | 11       | .260  | .323     | .457     | .780  |

### 記録
MLB
- 初出場：1983年9月2日、対モントリオール・エクスポズ10回戦（オリンピック・スタジアム）、9回裏に三塁の守備固めで出場
- 初先発出場：1983年9月4日、対モントリオール・エクスポズ12回戦（オリンピック・スタジアム）、6番・三塁手で先発出場、5打数2安打
- 初打席・初安打：同上、2回表にレイ・バーリスから2塁打
- 初打点：1984年4月22日、対サンディエゴ・パドレス4回戦（ドジャー・スタジアム）、1回裏にティム・ローラーから2塁打
- 初本塁打：1984年7月14日、対シカゴ・カブス11回戦（リグレー・フィールド）、2回表にスコット・サンダーソンから2ラン

NPB
- 初出場：1989年4月16日、対ロッテオリオンズ3回戦（川崎球場）、4番・三塁手で先発出場、5打数無安打
- 初打席：同上、1回表に村田兆治の前に三振
- 初安打：1989年4月18日、対西武ライオンズ1回戦（西武ライオンズ球場）、渡辺久信から単打
- 初打点：1989年4月21日、対日本ハムファイターズ1回戦（藤井寺球場）、4回裏に武田一浩から内野ゴロ
- 初本塁打：1989年4月29日、対オリックス・ブレーブス3回戦（阪急西宮球場）、6回表に佐藤義則からソロ

### 背番号
- 25 （1983年 - 1984年）
- 23 （1985年）
- 33 （1989年）